# Adoretus khasmarensis
Adoretus khasmarensis är en skalbaggsart som beskrevs av Keith 2001. Adoretus khasmarensis ingår i släktet Adoretus och familjen Rutelidae. Inga underarter finns listade i Catalogue of Life.